# Hecatomb
 (mai 2022).
La mise en forme du texte ne suit pas les recommandations de Wikipédia : il faut le « wikifier ».
Les points d'amélioration suivants sont les cas les plus fréquents. Le détail des points à revoir est peut-être précisé sur la page de discussion.
- Les titres sont pré-formatés par le logiciel. Ils ne sont ni en capitales, ni en gras.
- Le texte ne doit pas être écrit en capitales (les noms de famille non plus), ni en gras, ni en italique, ni en « petit »…
- Le gras n'est utilisé que pour surligner le titre de l'article dans l'introduction, une seule fois.
- L'italique est rarement utilisé : mots en langue étrangère, titres d'œuvres, noms de bateaux, etc.
- Les citations ne sont pas en italique mais en corps de texte normal. Elles sont entourées par des guillemets français : « et ».
- Les listes à puces sont à éviter, des paragraphes rédigés étant largement préférés. Les tableaux sont à réserver à la présentation de données structurées (résultats, etc.).
- Les appels de note de bas de page (petits chiffres en exposant, introduits par l'outil «  Source ») sont à placer entre la fin de phrase et le point final[comme ça].
- Les liens internes (vers d'autres articles de Wikipédia) sont à choisir avec parcimonie. Créez des liens vers des articles approfondissant le sujet. Les termes génériques sans rapport avec le sujet sont à éviter, ainsi que les répétitions de liens vers un même terme.
- Les liens externes sont à placer uniquement dans une section « Liens externes », à la fin de l'article. Ces liens sont à choisir avec parcimonie suivant les règles définies. Si un lien sert de source à l'article, son insertion dans le texte est à faire par les notes de bas de page.
- La présentation des références doit suivre les conventions bibliographiques. Il est recommandé d'utiliser les modèles {{Ouvrage}}, {{Chapitre}}, {{Article}}, {{Lien web}} et/ou {{Bibliographie}}. Le mode d'édition visuel peut mettre en forme automatiquement les références.
- Insérer une infobox (cadre d'informations à droite) n'est pas obligatoire pour parachever la mise en page.

Pour une aide détaillée, merci de consulter Aide:Wikification.
Si vous pensez que ces points ont été résolus, vous pouvez retirer ce bandeau et améliorer la mise en forme d'un autre article.
 (mai 2022).
Si vous disposez d'ouvrages ou d'articles de référence ou si vous connaissez des sites web de qualité traitant du thème abordé ici, merci de compléter l'article en donnant les références utiles à sa vérifiabilité et en les liant à la section « Notes et références ».
Hecatomb est un jeu de cartes à collectionner édité par Wizards of the Coast. Le jeu de base de 144 cartes est sorti le 18 août 2005 à la Gen Con. L'utilisation par Hecatomb de cartes en plastique pentagonales plutôt que les cartes conventionnelles en papier cartonné le rend doublement unique. Le concept original du jeu est porté au crédit de Paul Barclay, Brandon Bozzi, Mike Elliott, Aaron Forsythe et Robert Gutschera.

## Produits et disponibilité
Le jeu était disponible à l'achat dans les boutiques de comics et de loisirs à travers les États-Unis et à l'international (mais exclusivement en anglais). Les 144 cartes du jeu de base étaient vendus par "Decks du Débutant" sous la forme de 40 cartes aléatoires (prix de vente conseillé : 12.99$) et par boosters de 13 cartes aléatoires (prix de vente conseillé : 4.99$).
La première extension, Last Hallow's Eve, est sortie le 28 octobre 2005 et ajoute 144 nouvelles cartes au jeu. Le thème attendu pour cette extension était Halloween et ses superstitions, mais il se trouve que les nouvelles cartes ressemblaient plutôt aux cartes initiales.
La deuxième extension, Blanket of Lies, est sortie le 24 février 2006 et a ajouté 72 nouvelles cartes. Son thème est l'invasion extraterrestre. Il s'agit de la dernière extension du jeu Hecatomb..
Le 24 mai 2006, Hecatomb a été officiellement abandonné. Un des concepteurs du jeu aurait non-officiellement cité la hausse du prix du pétrole (utilisé lors de la fabrication des cartes en plastique) comme une des raisons de l'abandon du jeu.[réf. nécessaire]

## Principe du jeu
Dans le jeu, chaque joueur endosse le rôle de puissants personnages appelés "endbringers" (en français : précurseur de la fin) dont le but est de détruire le monde en faisant appel à des créatures appelées abominations pour faucher les âmes des autres jusqu'à accumuler suffisamment de puissance pour provoquer l'apocalypse (au sens grec du terme). Les autres "endbringers" partagent le même but et se disputent le droit de déclencher l'armageddon. Le joueur qui oblitère le monde gagne en puissance et se déplace sur un autre plan pour répéter l'opération.

## Mécaniques
Hecatomb partage un certain nombre de mécaniques de jeu avec Magic: The Gathering, dont le concept de mana et la gestion des attaques et de la parade).
La mécanique de jeu qui rend Hecatomb différent des autres jeux de cartes est la manière d'invoquer des abominations. Les abominations sont créées à partir d'une à cinq cartes "serviteur" (dans le jeu : minion) posées les unes sur les autres. Chaque nouveau serviteur est tournée sur un côté à la fois lorsqu'elle est jouée sur une abomination. Puisque les cartes sont pentagonales et que quatre des cinq cotés sont transparents, les cartes de dessous peuvent toujours être vues. Ainsi, une abomination constitue la combinaison de toutes les forces et pouvoirs des serviteurs empilés. Les bonus et effetspeuvent être déclenchés lorsqu'un serviteur d'une couleur adéquate en haut de la pile (selon la couleur de la carte serviteur précédente).
Lorsque les abominations s'affrontent entre elles, les dégâts du sommet à la base de la pile des serviteurs. Il est ainsi possible de voir ses abominations être réduites en taille sans pour autant être totalement éliminées en se faisant détruire les serviteurs du haut de la pile. Cela pousse à entreprendre des considérations stratégiques en fabriquant ses abominations, puisqu'un joueur peut protéger de faibles serviteurs en plaçant des serviteurs plus puissants par dessus.
Une autre mécanique qui diffère du jeu Magic: The Gathering est le faut que n'importe quelle carte peut être jouée en tant que carte mana.

## Types de cartes
Hecatomb permet de jouer quatre types de cartes
- Minions (serviteurs) - Les créatures du jeu. Les serviteurs sont assemblés entre eux pour former des abominations, utilisées pour faucher des âmes ou se protéger contre les agressions ennemies.
- Fates (destins) - Les destins représentent les malédictions, pièges et autres événements. Il s'agit de cartes à usage unique et sont défaussés après intervention sur le camp de bataille.
- Relics (reliques) - Il s'agit d'objets renfermant d'étranges magies ou pouvoirs technologiques. Les reliques ont une influence continue sur la partie et ce, même après leur défausse.
- Gods (dieux) - De puissantes divinités de l'au-delà, invoquées pour assister vos créatures or ou balayer vos ennemis. Les dieux ont à la fois un usage unique et un effet continu. Les dieux restent en jeu jusqu'à leur destruction, ou jusqu') leur remplacement par un nouveau dieu.

De plus, toutes les cartes ont un type doom (jugement, au sens spirituel du terme) associé, représenté par la carte de la couleur et une petite icône. Ces jugements sont: Corruption, Mensonge, Destruction, and Cupidité.

## Inspirations
Les cartes Hecatomb tirent leur inspirations d'une multitudes de folklores, des mythes antiques aux œuvres de H. P. Lovecraft, bien que certaines d'entre elles soient issues de l'imagination des concepteurs.